# Żansaja Abdumalik
Żansaja Danijarowna Abdumalik (ros. Жансая Данияровна Абдумалик; ur. 12 stycznia 2000 w Ałmaty) – kazachska szachistka, arcymistrzyni (WGM) od 2014 roku, posiadaczka męskiego tytułu arcymistrza (GM) od 2018 roku. 

## Kariera szachowa
Wielokrotnie reprezentowała narodowe barwy na mistrzostwach świata juniorek w różnych kategoriach wiekowych, zdobywając 5 medali: dwa złote (Vũng Tàu 2008 – MŚ do 8 lat, Caldas Novas 2011 – MŚ do 12 lat) oraz trzy srebrne (Pórto Cárras 2010 – MŚ do 10 lat, Maribor 2012 – MŚ do 12 lat, Kocaeli 2013 – 2013). 
W 2013 r. podzieliła I-II miejsce (wspólnie z Gülyschan Nachbajewą) w finale indywidualnych mistrzostw Kazachstanu kobiet.
Wielokrotnie reprezentowała Kazachstan w turniejach drużynowych, m.in.:
- na olimpiadzie szachowej (w roku 2014),
- dwukrotnie na drużynowych mistrzostwach świata (w latach 2013, 2015)[2],
- na drużynowych mistrzostwach Azji (w roku 2014)[3].

Najwyższy ranking w dotychczasowej karierze osiągnęła 1 kwietnia 2015 r., z wynikiem 2414 punktów zajmowała wówczas 64. miejsce na światowej liście FIDE, jednocześnie zajmując 1. miejsce wśród kazachskich szachistek.